# Alfred Busse
Alfred Heinrich Busse (* 10. Mai 1909 in Bromberg; † 29. April 1990 in Stralsund) war ein deutscher evangelischer Theologe, der von 1939 bis 1945 am Zweiten Weltkrieg teilnahm und von 1940 bis 1945 als Heerespfarrer fungierte. Er ist der höchstausgezeichnete deutsche Militärgeistliche des Zweiten Weltkriegs.

## Leben
Alfred Busse wurde zusammen mit seinem Zwillingsbruder Curt Ulrich als Sohn des Lehrers Alfred Hermann Busse in Bromberg geboren. Sein älterer Bruder Theodor Busse war General der Infanterie. Nach einem Aufenthalt an der Sorbonne und einem Studium der Neuphilologie und Theologie in Berlin, Rostock und Greifswald wurde er nach seinem 2. Examen in Stettin in der Kirchenprovinz Pommern ordiniert und wurde Pfarrer im hinterpommerschen Kölpin, welches im Kirchenkreis Neustettin lag.
Am 26. August 1939 wurde er zur Wehrmacht ins Infanterie Ersatzbataillon 322 Neustettin gezogen und erlebte den Überfall auf Polen ab dem ersten Tag des Zweiten Weltkrieges. Nach der Einnahme Polens wurde Busse zusammen mit anderen Theologen in der Wehrmacht vom evangelischen Feldbischof der Wehrmacht Franz Dohrmann in Stolp zum Kriegspfarrer ordiniert. Zunächst war er kommissarischer Kriegspfarrer beim Korps Kaupisch und ab 15. März 1940 Kriegspfarrer bei der 399. Infanterie-Division bis zu ihrer Auflösung am 8. August selbigen Jahres. Im direkten Anschluss wurde er im Rang eines Majors Standortpfarrer der besetzten Stadt und des Großraumes Paris bis zum August 1941. Mit Beginn des Unternehmen Barbarossa wurde er nach Einnahme der Stadt Riga am 22. Juni 1941 postwendend Standortpfarrer der Frontstadt und Beisitzer des Stabes des Verwaltungssitzes des Generalkommissars für den Generalbezirk Lettland. Im voranschreitenden Krieg an der Ostfront wurde er kurzzeitig zum Divisionspfarrer der 123. Infanterie-Division abkommandiert. Zum 1. Januar 1942 wurde Busse dann endgültig als Divisionspfarrer zur 122. Infanterie-Division (Greif-Division) überstellt, welcher er bis zum Kriegsende angehörte.
Als Kriegspfarrer der Division erlebte er die Kesselschlacht von Demjansk, die Befreiung des Kessels von Cholm, die Aussetzungsschlacht am Wolchow, die Schlacht in Karelien in Finnland und die sechs Kurlandschlachten.
Zusammen mit seinem katholischen Amtskollegen Mariano Graf Spee legten sie den einzigen deutschen Gefallenenfriedhof auf finnischem Boden bei Wyborg an.
Als Kriegspfarrer a.K. (auf Kriegszeit) eingestellt, wurde er in einem unbestimmbaren Zeitraum Ende 1944 zum Wehrmachts-Oberpfarrer ernannt und damit, untypisch und ab 1942 nicht mehr vorgesehen, in das offizielle Wehrmachtsbeamtenverhältnis übernommen.

In den verheerenden Kurlandschlachten wurde Busse vom Stab der 16. Armee mit besonderen Aufgaben betraut und organisierte die Abläufe der Verwundetenbetreuung, Seelsorge und Gräberfürsorge quasi in Personalunion. Für seine Taten und Erfolge wurde er vom Armeechef General der Infanterie Carl Hilpert persönlich für das Deutsche Kreuz in Silber vorgeschlagen, aus dem Vorschlag heißt es wörtlich:
„Hervorzuheben ist besonders eine Einzeltat an der HKL vom 2. Nov., an dem er einen zum Panzer vernichten, vorstürmender Oberfeldwebel S I E G E R T, Wilhelm, welcher beim Angriff zusammenbrach mehrere, Meter vom freien Gefechtsfeld unter schwerstem Beschuss zurück in die Laufgräben schleppte. Beim Verlassen des Grabens setzte er nicht nur sein eigenes Leben aufs Spiel, er Schritt ein und setzte sich als nicht Kombattant für das Leben seiner Kameraden ein.“
„Die Präsenz Busses ist weit über den Kreis der konfessionellen Soldaten sehr geschätzt und seine Art stärkt den Verwundeten den Willen zum Leben.“
Mit der Kapitulation der Heeresgruppe Kurland nach der 6. Schlacht um Kurland am 8. Mai 1945 geriet er in sowjetische Kriegsgefangenschaft. Der Stab der Division und er wurden in das Kriegsgefangenen Schachtlager 270 Borowitschi abtransportiert. Dort organisierte er mit mehreren Offizieren und weiteren Heerespfarrern eine sogenannte Lager Universität. Busse selbst lehrte Interessierten Soldaten Althebräisch. Dies war für viele eine willkommene Abwechslung zum harten Lageralltag, den viele nicht überlebten. Es brachte ein Stück Normalität und erzeugte Hoffnung für ein Leben danach. Diesem Lehrkreis entsprang im neuen Deutschland eine neue Generation an Studenten, unter anderem der Theologie. Im späten Jahr 1949 wurde er aus der Kriegsgefangenschaft entlassen, auf seinem Entlassungsschein wurde er im Rang eines Majors vermerkt.
Als er den Heimweg antrat, konnte er nicht mehr nach Hause zurückkehren, denn seine Pfarrstelle Kölpin in Hinterpommern lag nicht mehr auf deutschem Gebiet und eine Fliegerbombe hatte seinen gesamten Besitz samt Haus vernichtet. 1950 wurde ihm die Pfarrstelle in Pütte bei Stralsund zugewiesen, welche er bis zu seinem Ruhestand 1974 innehatte, aber bis zu seinem Tod 1990 dort als Pfarrer tätig gewesen ist. Busse war in dritter Ehe verheiratet und hatte vier Kinder.

## Kritik
Als Sohn einer preußischen Beamten und Soldaten Familie und Sozialisation durch Kaiserreich und die zu Teilen paramilitärische Pfadfinder Organisation erwuchs in ihm eine ablehnende Haltung zur Weimarer Republik und ihres demokratischen Systems. Er wurde Mitglied der Sängerschaft Askania Berlin und wohnte mehreren staatskritischen Vorträgen der DNVP bei, beteiligte sich an studentischen Aufmärschen vor den Vertretern der Familie Hohenzollern und Hindenburg. Am 10. Juli 1933 trat er in die SA (Sturm 4/90 Warnemünde) und das NSKK bei. In Berlin-Charlottenburg (Sturm M10/2) avancierte er zum SA-Scharführer.
Busses Mitgliedschaft in der Bekennenden Kirche ist nicht zweifelsfrei festzustellen, doch führte er nachweislich Flugblätter und Schriftstücke mit positiven persönlichen Anmerkungen bei sich.
In dem durch General Hilpert vorgelegten Ordensvorschlag ist auch die Erfüllung eines „Amtshilfegesuchs der 19. Lettische SS und Teile der SS-Nordland in seelsorgerischem und soldatischen Pflichtbewusstsein“ die Rede. Christliche Umtriebe und gerade die aktive Arbeit von deutschen klerikalen innerhalb der Waffen-SS, mit Ausnahme der ausländischen freiwilligen Verbände, waren durch den Reichsführer-SS Heinrich Himmler streng untersagt, insbesondere zum Ende des Krieges.

## Auszeichnungen
- Deutsches Reichssportabzeichen in Bronze und Silber
- Kriegsverdienstkreuz 2. Klasse ohne und mit Schwertern 1. September 1941
- Kriegsverdienstkreuz 1. Klasse mit Schwertern am 20. April 1944
- Medaille Winterschlacht im Osten
- Ärmelschild „Demjansk“
- Verwundetenabzeichen in schwarz 20. August 1943
- Deutsches Kreuz in Silber am 27. Dezember 1944
- Ärmelband „Kurland“